# Peux-et-Couffouleux

Peux-et-Couffouleux este o comună în departamentul Aveyron din sudul Franței. În 1 ianuarie 2022 avea o populație de 87 de locuitori.